# اللؤلؤة السوداء (مسلسل)
اللؤلؤة السوداء (بالتركية Siyah İnci) هو مسلسل تركي رومانسي اُنتج عام 2017، من بطولة الممثلة التركية الشابة هاندا ارتشيل والممثل تولجاهان سايسمان

## قصة المسلسل
تدور القصة حول الفتاة هازال (التي تؤدي دورها هاندا أرتشيل) والشاب كنان (الذي يؤدي دوره تولجاهان سايسمان)، وهما عاشقان يعيشان في منطقة ساحلية خلابة تقع على بحر إيجة. قطعا وعدًا على نفسيهما ألا يفترقا أبدًا وأن يقضيا حياتهما معًا. إلا أن الأمور تتغير تمامًا مع وصول فورال (الذي يؤدي دوره بيرك هاكمان)، شاب جديد يصل إلى المنطقة، يسعى بشدة لإبعاد هازال عن كنان والتفريق بينهما. وهكذا تنقلب حياة العاشقين رأسًا على عقب، وتبدأ رحلة مليئة بالتحديات والصراعات.

## المواسم

### نسخة تركية
تتكون من 20 حلقة بموسم واحد، وهي كالتالي:
| الموسم   | بداية الموسم   | نهاية الموسم   | عدد الحلقات | بداية ونهاية الموسم | الموسم التلفزيوني | القناة   |
| -------- | -------------- | -------------- | ----------- | ------------------- | ----------------- | -------- |
| الموسم 1 | 28 سبتمبر 2017 | 15 فبراير 2018 | 20          | 20-1                | 2018-2017         | شو تي في |

### نسخة مدبلجة
تمت دبلجة المسلسل إلى اللهجة السورية، حيث تشمل النسخة المدبلجة 20 حلقة، وهي مطابقة للنسخة التركية الأصلية. تتوفر الحلقات على القناة الرسمية للمسلسل على موقع يوتيوب (رابط الحلقات).

## روابط خارجية
- اللؤلؤة السوداء على موقع IMDb (الإنجليزية)
- اللؤلؤة السوداء على موقع كينوبويسك (الروسية)
- اللؤلؤة السوداء على موقع قاعدة بيانات الفيلم (الإنجليزية)

- اللؤلؤة السوداء على موقع IMDb (الإنجليزية)
- اللؤلؤة السوداء على موقع كينوبويسك (الروسية)
- اللؤلؤة السوداء على موقع قاعدة بيانات الفيلم (الإنجليزية)